# Fate Seeker
「Fate Seeker」（フェイトシーカー）は、m.o.v.eの30枚目のシングル。

## 概要
- 約１年半ぶりのシングルリリースとなった。初回限定盤にはオンラインゲーム「TARTAROS -タルタロス-」のレアアイテムがゲットできるアイテムチケットが封入されている。
- 初回限定版はギラギラジャケット仕様になっている。

## 収録曲
1. Fate Seeker
  - 作詞：motsu、作曲・編曲：t-kimura
2. Blue Trail
  - 作詞：motsu、作曲・編曲：t-kimura
3. Fate Seeker (MOTSU’S HIP HOUSE REMIX)
4. Fate Seeker (T-KIMURA’S ELECTRO REMIX)
5. Fate Seeker -INSTRUMENTAL-
6. Blue Trail -INSTRUMENTAL-